# Takayoshi Amma
Takayoshi Amma (安間 貴義 Amma Takayoshi?), född 23 maj 1969 i Shizuoka prefektur, är en japansk före detta fotbollsspelare och tränare.
Amma började sin karriär 1992 i Honda FC. Han avslutade karriären 2001.
Amma har efter den aktiva karriären verkat som tränare och har tränat Honda FC, Ventforet Kofu, Kataller Toyama, FC Tokyo FC Gifu.